# Román Mastrángelo
Román José Mastrángelo (Chivilcoy, 3 juli 1989) is een Argentijns wielrenner die uitkomt voor SAT-Bragado Cicles Club.

## Palmares
2007
 : Argentijns kampioen tijdrijden, junioren
2008
 : Argentijns kampioen tijdrijden, beloften
2009
 : Argentijns kampioen tijdrijden, beloften
 : Argentijns kampioen wegwedstrijd, beloften
Proloog Doble Bragado (ploegentijdrit)
2010
Eindklassement Doble Bragado
2012
4e etappe Ronde van San Juan
Clásica 1° de Mayo
2014
Ronde van Chaná
4e etappe Rutas de América
2015
Eindklassement Doble Chepes
2017
Proloog Doble Bragado
7e etappe A Doble Bragado
Eindklassement doble Bragado